# Izvršni producent
Izvršni producent je v ameriški glasbeni, filmski ali televizijski produkciji znan kot oseba, ki zastopa velike studije in ima največjo izvršno moč. V evropski produkciji so izvršni producenti redki, saj so državni financerji tisti, ki držijo evropsko filmsko produkcijo pokonci z različnimi finančnimi podporami (razpisi).